# ミトリダテス1世 (コンマゲネ王)

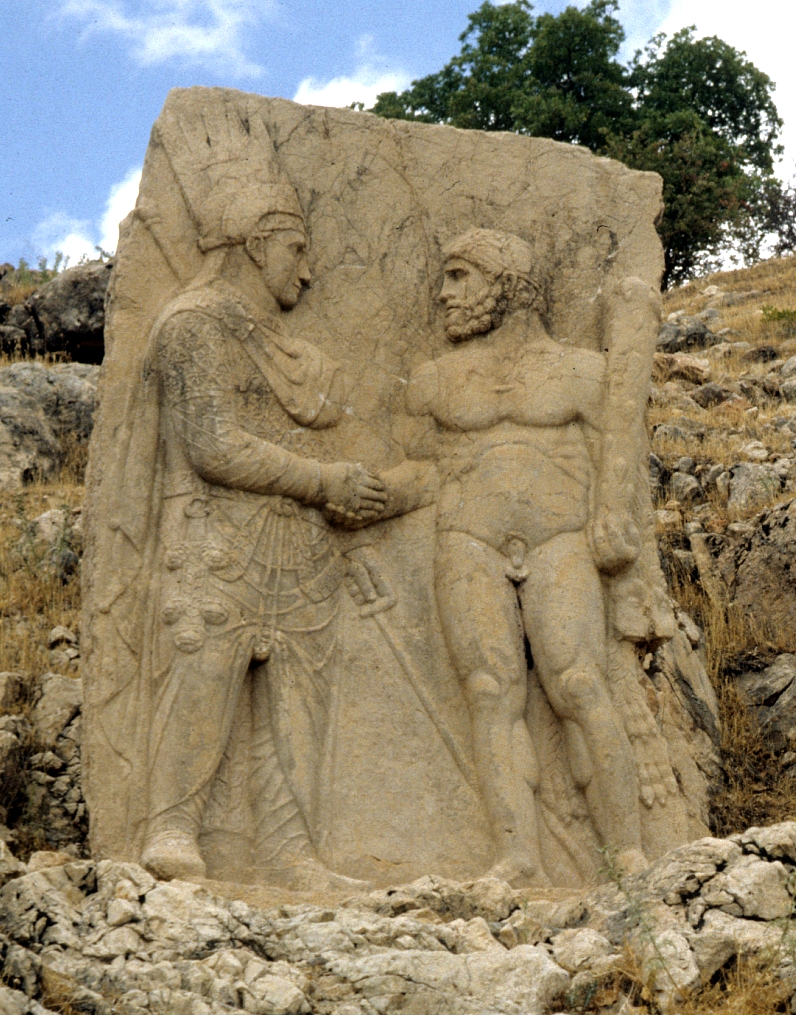
アルサメイアに残る、ヘラクレス（右）と握手するミトリダテスまたはアンティオコスの像

ミトリダテス1世カッリニコス（古代ギリシア語：ο ΜιΘριδάτης Кαλλίνικος, ? - 紀元前70年）は、紀元前2世紀から紀元前1世紀にかけての小アジアにあったコンマゲネ王国の第3代の王。

## 来歴
アルメニア系オロンテス朝の出自である。コンマゲネ王サモス2世の息子として生まれる。和平の証としてセレウコス朝の王女であるラオディケと結婚し、紀元前109年に即位した。ミトリダテスはギリシア文化を受け入れた。ラオディケとの間に息子アンティオコス1世をもうけた。紀元前70年に死去し、アンティオコスが跡を継いだ。
アンティオコスは亡き父のために廟所であるアルサメイアを建設した。